# 宮城県旗
宮城県旗（みやぎけんき）は、日本の都道府県の一つ、宮城県の旗。本項では、旗に図示されている宮城県章（みやぎけんしょう）についても併せて解説する。

## 概要

宮城県章

1966年、一般公募に寄せられた1615点のデザイン案を県旗制定委員会で審査し、7月15日の県告示第499号で制定された。平仮名の「み」を県花であるミヤギノハギの葉型にデザインし、3枚の葉はそれぞれ中央が県の悠久の発展、左が県民の融和・協力、右が郷土愛を表している。カラーは特に定められていないが、慣例的に緑が用いられることが多い。
県旗の地色は「こい青みの緑」、中央に配した県章は白抜きとされている。